# Матейко Іван Іванович
Матéйко Іван Іванович (11 серпня 1914 у с. Кенти, що в теперішньому Освенцімському повіті Малопольського воєводства, Республіка Польща — 6 червня 1974, селище Королево Виноградівського району Закарпатської області, УРСР) — український греко-католицький священик, в'язень ГУЛАГу.

## Життєпис

### Ранні роки, період Карпатської України: 1914—1939 роки
Народився 11 серпня 1914 року в селі Кенти в Австро-Угорщині (тепер село на півдні Польщі) у сім'ї Івана та Марії Матейків. Батько працював залізничником. Відомо, що дід майбутнього священика був українським січовим стрільцем і в 1914 р. потрапив до російського полону, був засланий до Середньої Азії. У 1918 році сім'я Матейків переїжджає на Закарпаття, яке після розпаду Австро-Угорщини наступного року входить до складу Чехословаччини. Жили у селі Волосянка теперішнього Великоберезнянського району.
Заохочений прикладом пароха Волосянки о. Елемира Феделеша, Іван Матейко вирішив стати священиком і вступив до Ужгородської духовної семінарії. Закінчив її у 1937 році. Того ж року одружився із Єлизаветою Худан — донькою греко-католицького священика Івана Худана із села Брустури (тепер Лопухів Тячівського району), на той час круглою сиротою і вихованкою сиротинця сестер-василіянок, заснованого стараннями о. Августина Волошина. Майбутнє подружжя познайомилося у Волосянці, де Єлизавета гостювала в о. Елемира Феделеша — свого двоюрідного брата. 12 липня 1937 року Іван Матейко отримав священичі свячення від мукачівського греко-католицького єпископа Олександра Стойки. Першу Літургію відслужив 18 липня 1937 року у рідній Волосянці. Відтак був призначений на парафію у село Репинне теперішнього Міжгірського району. У період розбудови Карпатської України активно підтримував національне відродження та розбудову власної держави.

### Переслідування у період угорської окупації: 1939—1944 роки
Після угорської окупації Карпатської України у березні 1939 року о. Івана ув'язнюють у Воловому (тепер Міжгір'я), звідки переводять до Хустської тюрми. У Хусті угорські слідчі допитували священика упродовж тижня, а після завершення слідства перевели до влаштованого окупаційною владою концентраційного табору у селі Крива біля Хуста. Звідти І. Матейка разом з іншими ув'язненими українцями мали перевести до табору Ворюлопош в Угорщині, де не тільки обмежували волю, а й змушували працювати. Угорська влада звинуватила українського священика у тому, що він не організував зустріч її військ із хлібом та сіллю та не організував дзвоніння у церкві на честь приходу угорців, активно підтримував уряд Карпатської України на чолі з о. Августином Волошином, був головою виборчої комісії у селі Репинне на виборах до Сойму Карпатської України, був обраний головою сільської Української Народної Ради, допомагав формувати Карпатську Січ, водив людей на мітинг до Міжгір'я, де виступав міністр закордонних справ Карпатської України Юліян Ревай, організував молодь для вивчення історії України, Гімну України, народних пісень і творчості Тараса Шевченка, підтримував активні зв'язки з місцевою українською інтелігенцією. Дружину, яка працювала вчителькою, угорська адміністрація звільнила з роботи. Єлизавета Матейко із маленьким сином Володимиром на руках поїхала до Ужгорода, де зустрілася з віце-ректором Ужгородської духовної семінарії Юлієм Мариною і просила допомогти у звільненні чоловіка. Завдяки старанням, докладеним єпархіальним управлінням, І. Матейка звільнили, але без права переїжджати в інше місце, і віддали під нагляд жандармерії. Щоби розірвати зв'язки священика з вірними, особливо з інтелігенцією, його вирішили перевести в інше місце. Тож у 1939—1944 роках І. Матейко служив парохом у селі Розтока теперішнього Воловецького району. У липні 1944 року отримав призначення на парохію у селі Новоселиця теперішнього Виноградівського району.

### Переслідування у період СРСР: 1944—1974

#### Спроби перевести в РПЦ
Після приходу радянської влади і початку переслідувань Греко-Католицької Церкви, І. Матейка почали періодично викликати в управління МДБ для «співбесід» щодо переходу на православ'я. Він відмовлявся. За спогадами його старшого сина, Володимира Матейка:
«І кожен раз коли він ішов на черговий виклик в МДБ, а я вчився в 6 класі семирічної школи с. Черна, він по дорозі викликав мене з уроку, щоб поспілкуватися, і прощався, обнімаючи і цілуючи мене. Я дивувався, чому він це робить, і тільки згодом зрозумів, що він був не впевнений, що відпустять додому, бо почався масовий арешт непокірних, незгідних священиків».
Під час перебігу організованого радянським режимом процесу «саморозпуску» Греко-Католицької Церкви на Закарпатті Єлизавету Матейко, як дружину священика, звільнили зі школи. Побачивши, що спроби вмовити І. Матейка не вдаються, влада зобов'язала сім'ю з чотирма дітьми протягом 48 годин покинути церковний будинок у Новоселиці. Сім'я вимушено переїхала у селище Королево. На квартиру Матейків прийняли родини Фанта, Пінтя, Поп, Воличко та Котлан. Знайти роботу за місцем проживання не змогли, бо з наказу МДБ їх не працевлаштовували. Тож І. Матейко і ще кілька священиків поїхав працювати на лісорозробки у Міжгір'я.

#### Арешт та ув'язнення
Співробітники спецслужб, яких місцеві називали «безпекашами», постійно розпитували у дружини про місце перебування І. Матейка. Перед Різдвом 1950 р. Іван і Єлизавета Матейки вирішили побувати у Новоселиці, де священик раніше служив. Оскільки село входило до прикордонної смуги, потрібно було виробити перепустки. Єлизавета Матейко занесла для цього паспорти, але віддали тільки її документ. Чоловіку сказали самому прийти і забрати. Коли І. Матейко прийшов, його заарештували. Затримання 13 січня 1950 року провів уповноважений Севлюшського окружного відділу МДБ старший лейтенант Рум'янцев, а постанова на арешт була датована 3 листопада 1949 року. У ніч після арешту зробили обшук у помешканні, а дружині наказали приготувати їжу для в'язня на три дні. І. Матейка три місяці утримували в Ужгороді у тюрмі. Звинуватили у тому, що був угорським шпигуном і налаштовував молодь проти комсомолу.
14 березня 1950 року судова колегія в кримінальних справах Закарпатського обласного суду у закритому режимі засідання розглянула справу І. Матейка і звинуватила у злочинах, передбачених ст. 54-10 ч. 2 і 54-4 Кримінального Кодексу УРСР. Зокрема, у справі йшлося, що:
«У 1938-39 роки у час перебування у Закарпатті Волошинського націоналістичного уряду, являвся священиком уніатської церкви в с. Репинне Воловського округу. Підсудний, будучи активним українським буржуазним націоналістом, виконував завдання по організації січі, в своїх неодноразових виступах перед населенням призивав останнє боротися за побудову так званої „Самостійної України“».
Звинувачували і в тому, що «нелегально» навчав дітей основ віри у себе вдома.
І. Матейку присудили 25 років виправно-трудових таборів, позбавлення прав на термін п'ять років і конфіскацію майна. Священик оскаржував вирок, але Верховний Суд УРСР залишив його без змін. Початок відбуття покарання рахували з 13 січня 1950 року. Ув'язнення відбував у таборах «Степлагу» — табору для політичних в'язнів у системі ГУЛАГ. спершу на копальнях «Екібастузуголь», а потім у мідно-свинцевому руднику «Джезкалган» (стара назва Кенгіра). Брав участь у Кенгірському повстанні 1954 року. Після перегляду справи Президією Верховного Суду УРСР 2 березня 1956 року звільнений 18 липня 1956 року. Про це свідчить довідка, видана начальником табору ІТЛ-1 МВС СРСР від 18 липня 1956 р., в якій сказано, що І. Матейка "із ув'язнення звільнити зі зняттям судимості.

#### Повернення додому
Після ув'язнення І. Матейка сім'я бідувала. Дружина тривалий час не могла знайти роботу. Згодом влаштувалася у «чайну» прибиральницею. На місце роботи Єлизавети Матейко теж почав приходити співробітник спецслужб та агітувати її стати донощиком. Після того, як жінка не погодилася, її звільнили з роботи. Упродовж трьох місяців мати чотирьох дітей не могла знайти жодної роботи і виживала з дітьми тим, що їй допомагали колишні парафіяни, також продавала речі з дому. Потім Є. Матейко вдалося влаштуватися на роботу у шахту в селі Горбки, що за 6 км від Королева.
По звільненні І. Матейка у Королеві на станції його зустрічала не тільки сім'я, а й численні колишні парафіяни. Коли ж сім'я прийшла на подвір'я орендованого помешкання, там на них чекав чоловік, який свідчив проти І. Матейка на суді 1950 року. Як згадує син Володимир Матейко: «Став перед батьком на коліна: „Отче Іване, простіть мені, я не хотів на Вас свідчити, я мусів“. Батько підняв його, обняв і сказав: „Юро, я на тебе не гніваюсь, я ж знаю, що ти мусів так сказати, як тобі говорили“».
Звільнений священик теж працевлаштувався на шахту у селі Горбки відбійником, але через шість місяців його звільнили. Ще через три місяці це саме сталося з дружиною. З великими труднощами І. Матейку вдалося влаштуватися вантажником на складі.

#### Підпільне служіння
Попри офіційну роботу, о. І. Матейко після повернення з ув'язнення, почав служити підпільно для греко-католиків як у самому Королеві, так і в довколишніх селах: Рокосові, Кривій, Черні, Хижі. Служив Літургії, вінчав, хрестив дітей, відправляв похорони, освячував будинки. Під час однієї такої підпільної Літургії у Вербну неділю 1959 році, на якій були присутні вірні з Королева та Веряці, хтось доніс в КДБ і всіх учасників затримали, а священика забрали з собою, змусивши нести через селище конфісковані церковні книги і речі у мішку. Втім, цього разу І. Матейка вже не заарештували, а відпустили у Страсну п'ятницю. На деякий час йому довелося зробити перерву у служінні, яке згодом з великою обережністю знову відновив.
До виходу смерті І. Матейко працював на залізниці. Сім'я виховала чотирьох дітей: Володимира, Любу, Олександра та Марійку. Володимир Матейко згодом став публіцистом і дослідником історії переслідуваної Греко-Католицької Церкви. Отець Іван Матейко помер 6 червня 1974 року внаслідок ураження електричним струмом, не доживши до 60 років і виходу на пенсію. Похоронну службу відправила уночі група священиків, а публічний похорон — римо-католицький священик, оскільки Греко-Католицька Церква була заборонена. Реабілітований 22 липня 1992 року.

## Вшанування
Матеріали про життя і служіння о. Івана Матейка зібрав і видав його старший син Володимир Матейко у книзі «Спогади про батька, священика, патріота», яка опублікована у 2016 році в ужгородському видавництві «Ґражда».
У 2021 році опубліковано доповнене інтерактивне видання книги «Спогади про батька, священика, патріота» волонтерською видавничою групою «Серце патріота».